# マセドニオ・メローニ

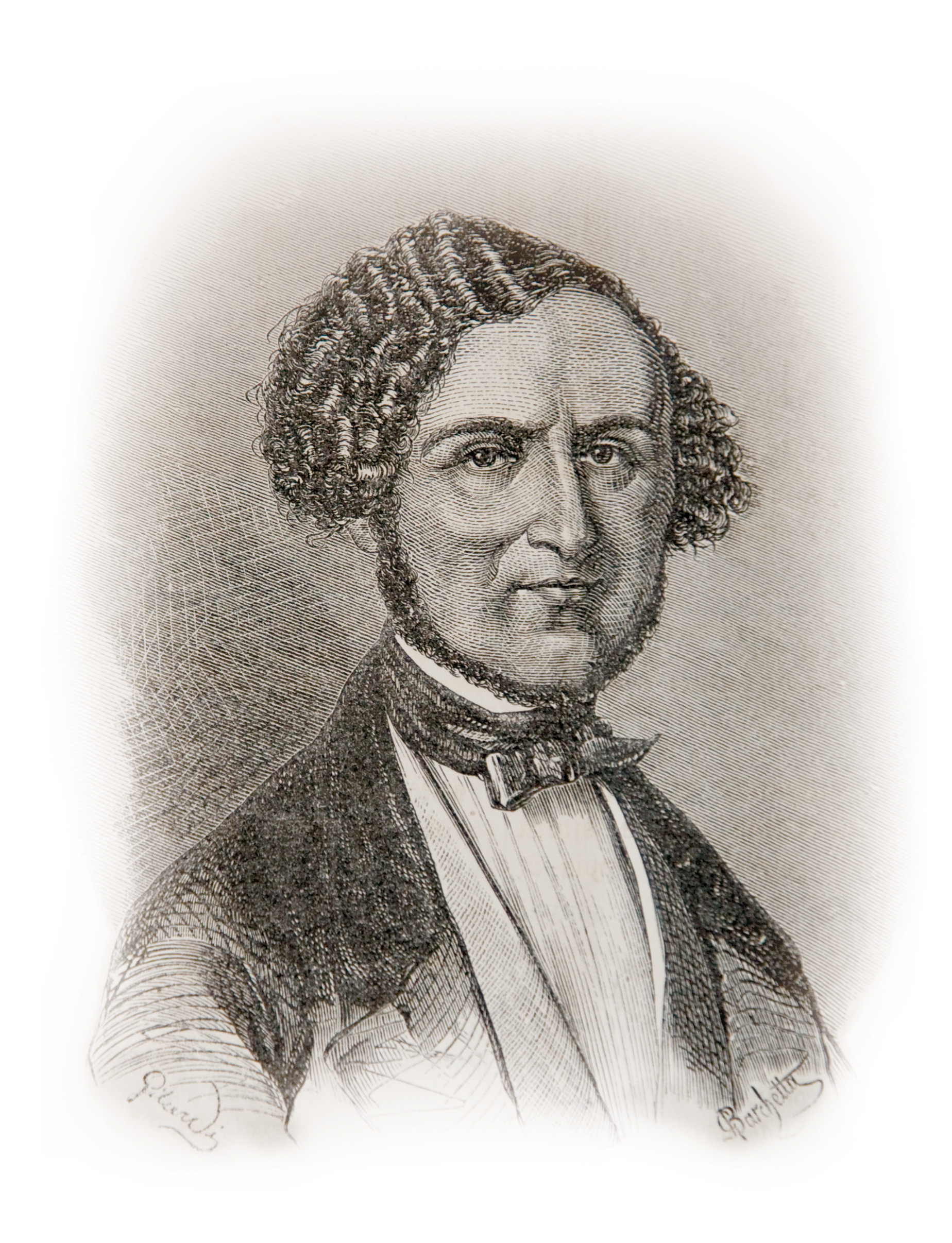
マセドニオ・メローニ

マセドニオ・メローニ（Macedonio Melloni、1798年4月11日-1854年8月11日）はイタリアの物理学者である。熱の放射の物理的性質が光と同じであることを実験的に示したことで知られる。
パルマに生れた。1824年パルマ大学の教授になったが、1831年のカルボナリの革命に加担したため、フランスへ逃れなければならなかった。1839年にナポリに戻り、すぐにベスビアス天文台の所長になり1848年までその職にあった。ナポリ近郊のポルティチで死んだ。

## 業績
メローニの業績は1831年に熱電対や電流計を使って、熱放射が光と同じ性質を示すことを発見したことで、これはトーマス・ゼーベックが熱電効果を発見したすぐ後の時期に当たる。メローニとレオポルド・ノビーリは実験装置をつくって、熱や放射の性質を実験した。放射が光同様、屈折や反射や偏光することをロカテリのランプやレスリー・キューブといった装置をつかって示した。著書La thermocrose au la coloration calorifiqueは彼の死によって完成しなかった。
1834年には王立協会からランフォード・メダルを受賞し、1839年には王立協会の外国人メンバーになった。